# 库德 (卢瓦-谢尔省)
库德（法語：Couddes，法語發音：[kud]）是法国卢瓦-谢尔省的一个市镇，位于该省南部偏西，属于罗莫朗坦-朗特奈区。

## 地理
库德（47°21'48"N, 1°24'13"E）面积18.64 平方千米，位于法国中央-卢瓦尔河谷大区卢瓦-谢尔省，该省份为法国中北部省份，北起厄尔-卢瓦省，东北接卢瓦雷省，东南接谢尔省，南至安德尔省，西南接安德尔-卢瓦尔省，西北接萨尔特省。
与库德接壤的市镇（或旧市镇、城区）包括：谢姆里、舒西、梅埃尔、瓦利、谢尔河畔圣罗曼、萨赛。

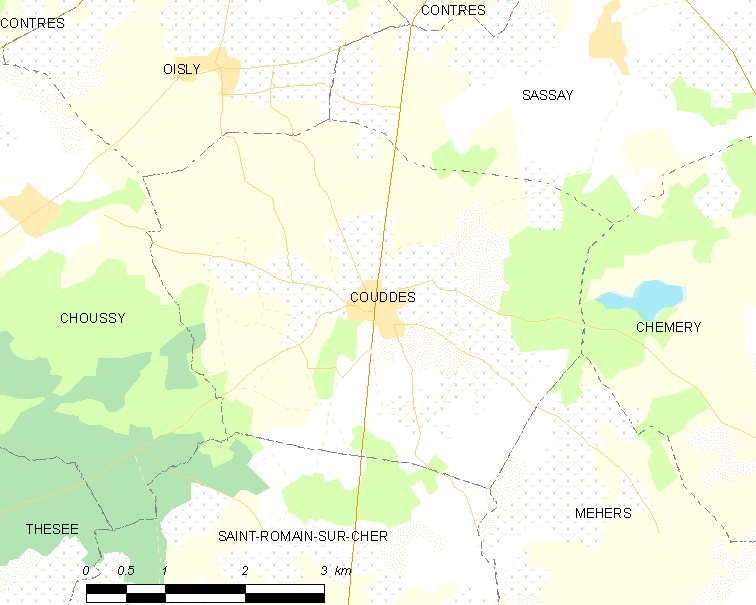
的OSM定位图

库德的时区为UTC+01:00、UTC+02:00（夏令时）。

## 行政
库德的邮政编码为41700，INSEE市镇编码为41062。

## 政治
库德所属的省级选区为蒙特里沙尔-瓦勒德谢尔县。

## 人口

1962-2008年间人口变化图示

库德于2022年1月1日时的人口数量为534人。